# Twin Creek Falls
Die Twin Creek Falls sind ein Wasserfall im Arthur’s-Pass-Nationalpark in der Region Canterbury auf der Südinsel Neuseelands. Er liegt etwa 4 km nördlich des Zentrums der Ortschaft Arthur’s Pass im Lauf des Twin Creek, der unweit hinter dem Wasserfall und südlich des Denkmals für Arthur Dudley Dobson in den Bealey River mündet. Seine Fallhöhe beträgt rund 115 Meter.
Vom großen Besucherparkplatz der Temple Basin Ski Area am New Zealand State Highway 73 führt eine 40-minütige Wanderung zum Wasserfall.